# Pony Express (трубопровід)
Pony Express — трубопровід в центральній частині США, споруджений для транспортування нафти, конвертований в газопровід та знову обернений на нафтопровід у середині 2010-х років.
В 1997 році, на тлі розвитку газовидобутку в регіоні Скелястих гір на заході США, колишній нафтопровід довжиною 900 миль модифікували для транспортування природного газу з басейну Вайнд-Рівер (Вайомінг) на південний схід через суміжні райони Небраски та Колорадо до газового хабу Freeman на південь від Канзас-сіті, на стику Канзасу та Міссурі. Він мав діаметр 600 мм та після запуску в роботу чотирьох компресорних станцій міг забезпечувати пропускну здатність до 2,6 млрд м3 на рік.
У першій половині 2010-х років внаслідок стрімкого зростання видобутку нафти зі сланцевої формації Баккен (штати Монтана та Північна Дакота, біля кордону з Канадою) постала задача пошуку додаткових маршрутів для її транспортування. Як результат, частину Pony Express довжиною 433 милі, від вихідної точки у Вайомінгу до Трескотт на півночі Канзасу, конвертували назад у нафтопровід. Далі його продовжила новозбудована ділянка довжиною 265 миль на південь до Кушингу в Оклахомі. Окрім продукції згаданої вище формації Баккен, по новому маршруту може транспортуватись нафта з басейну Паудер-Рівер (Монтана) та сланцевої формації Ніобрара із басейну Денвер-Юлесбург (Колорадо та Вайомінг, продукція подається через перемичку довжиною 66 миль). Пропускна здатність основної ділянки — 230 тисяч барелів на добу.
Тим часом східна частина колишнього газопроводу продовжила використовуватись для постачання блакитного палива до Канзасу та Міссурі. Для цього компанія-власник орендувала необхідні потужності із перекачування газу через трубопроводи Trailblazer Pipeline та Natural Gas Pipeline Company of America, що забезпечують транспортування в обхід перепрофілійованої ділянки.